# Парфеній II Константинопольський
Парфеній II (… — 16 травня 1651), так званий Неос, гострий, Голіаф або Кекескін, — Патріарх Константинопольський у 1644–1646 та 1648–1651 роках.
Походив з Янини, був ієромонахом. У 1632 році обраний митрополитом Навпакта і Артіса і в тому ж році переведений на митрополію Іоанніни. У 1639 році обраний митрополитом Адріанополя після дій свого духовного батька, до того часу митрополита Адріануполя, Парфенія, який потім був обраний Вселенським патріархом. Більшу частину часу жив у Константинополі, де був пов'язаний з послідовниками Кирила Лукарі, особливо з Теофілом Коридаллеасом. 8 вересня 1644 року обраний Вселенським патріархом за підтримки філолукарій.
Був жадібним і жорстоким, дотримувався антипапської політики. Він скасував і скасував[прояснити] рішення Синоду в Яссах і так зване «православне віросповідання» митрополита Київського Петра Могили, що викликало ворожнечу правителя Молдови Василя Лупу, який, допитаний турками, вимагав кинути Патріарха до в'язниці. У 1646 році Парфеній скасував усі патріарші екзархії та передав їх місцевим первосвященникам.
Його супротивникам вдалося скинути Парфенія з престолу в листопаді 1646 р. і заслати на Кіпр. По дорозі на заслання йому вдалося втекти і виїхати до Ясс, де він пробув два роки. 29 жовтня 1648 року був переобраний Патріархом. Під час свого другого, трирічного патріаршества, дотримувався протилежної політики, обернувшись проти кальвіністів. У 1649 році він навіть письмово звернувся до імператора Фердинанда III з проханням про допомогу проти них.
Але, зрештою, у нього з'явилося багато ворогів в обох фракціях, тож Парфеній опинився самотнім і безсилим. Навесні 1651 року єзуїти за підтримки володарів Валахії та Молдови повідомили його султану Мухаммеду IV, що він укладає таємні домовленості з московитами. 16 травня був заарештований яничарами, які задушили його і кинули в Босфор. Християни зібрали його останки і поховали в монастирі Камаріотісса в Халках.